# Flammona trilineata
Flammona trilineata är en fjärilsart som beskrevs av John Henry Leech 1900. Flammona trilineata ingår i släktet Flammona och familjen nattflyn. Inga underarter finns listade i Catalogue of Life.